# Tuczna (gemeente)
De gemeente Tuczna is een landgemeente in woiwodschap Lublin, in powiat Bialski.
De zetel van de gemeente is in Tuczna.
Op 30 juni 2004 telde de gemeente 3584 inwoners.

## Oppervlakte gegevens
In 2002 bedroeg de totale oppervlakte van gemeente Tuczna 170,37 km², waarvan:
- agrarisch gebied: 65%
- bossen: 28%

De gemeente beslaat 6,19% van de totale oppervlakte van de powiat.

## Demografie
Stand op 30 juni 2004:
| Omschrijving                   | Totaal | Totaal | Vrouwen | Vrouwen | Mannen | Mannen |
| ------------------------------ | ------ | ------ | ------- | ------- | ------ | ------ |
| eenheid                        | aantal | %      | aantal  | %       | aantal | %      |
| inwoners                       | 3584   | 100    | 1809    | 50,5    | 1775   | 49,5   |
| bevolkingsdichtheid (inw./km²) | 21     | 21     | 10,6    | 10,6    | 10,4   | 10,4   |

In 2002 bedroeg het gemiddelde inkomen per inwoner 1263,37 zł.

## Administratieve plaatsen (sołectwo)
Bokinka Królewska, Bokinka Pańska, Choroszczynka, Dąbrowica Duża, Kalichowszczyzna, Leniuszki, Matiaszówka, Mazanówka, Międzyleś, Ogrodniki, Rozbitówka, Tuczna (sołectwa: Tuczna I en Tuczna II), Wiski, Wólka Zabłocka, Wólka Zabłocka-Kolonia, Władysławów, Żuki.

## Overige plaatsen
Folwark, Gajki, Grądziki, Kolonia Bokińska, Ogrodniki Duże, Ogrodniki Małe, Piaski, Podchoinie, Podlesie, Podpyzele, Podzdany, Pola, Przycinek, Sawiniec, Sosnowy Grunt, Wierzbiny, Wołczycha, Zabłocie, Zadroże, Zdanówka.

## Aangrenzende gemeenten
Hanna, Kodeń, Łomazy, Piszczac, Sławatycze, Sosnówka